# Cucufate de Barcelona
São Cucufate (Cucufas, Qaqophas, Cocoba(s); em catalão:  Cugat, Culgat, ou Cougat; em francês:  Cucuphat, Cucufa, Cucuphat, Quiquenfat; em galego:  Covade, Cobad; em gascão: Cophan; em asturiano: Cucao) (m. 304) foi um mártir que viveu no território da actual Espanha. A sua festividade é em 25 de julho, mas em algumas zonas é celebrado em 27 de julho para evitar a sobreposição com o dia festivo de Santiago, o santo patrono da Espanha. O seu nome é dito ser de origem fenícia significando "o que brinca, o que gosta de brincar.". Outra corrente defende que etimologicamente, "cucufa" significa "poupa" (em copta cacupat ou cucufat, em grego kukupha, e em latim upupa).
A sua cabeça foi levada em 835 para a basílica de Saint-Denis, perto de Paris. Diversas igrejas da Europa, a partir da Idade Média, reclamam as suas relíquias, incluindo Reichenau, as catedrais de Braga e de Oviedo, e o mosteiro de Lièpvre, fundado por São Fulrado, que levou algumas relíquias para Saint-Denis.
O poeta latino Prudêncio menciona Cucufate num dos seus hinos, referindo-se-lhe com esta breve expressão: "Barcinon claro Cucufate freta/surget".

## Biografia
Nascido em Scillium (província romana de Cartago) por volta de 270, pregou o cristianismo na Catalunha (onde é conhecido como Sant Cugat) na companhia de São Félix. Entre outras, esteve na cidade de Ampúrias, até que o império romano o condenou à morte.
A lenda diz que primeiro lhe abriram o ventre e o evisceraram, mas que ele meteu de novo as vísceras dentro do abdómen que se coseu com uma corda. O imperador Galério condenou-o à fogueira, mas supostamente o sopro de Deus apagou as chamas. Depois foi encerrado numa masmorra, mas os carcereiros converteram-se ao Cristianismo. Finalmente a lenda diz que Deus permitiu a Cucufate - cujo desejo era aceder ao Paraíso pela via do martírio - que o degolassem.
Em seu nome foi chamada a localidade de Sant Cugat del Vallès (na província de Barcelona, Catalunha), onde se crê que foi executado, e o Mosteiro de São Cucufate na mesma localidade.